# Aurel Alexandrescu-Dorna
Aurel Alexandrescu-Dorna (n. 29 iunie 1870, București – d. 29 octombrie 1912, București) a fost un ziarist, scriitor și traducător român.

## Biografie
A urmat studii în orașul Limoges (Franța), apoi la București, urmând probabil mai târziu și studii de drept la Universitatea din Bologna. A devenit ziarist la Națiunea (1887), apoi a fost director la Farul tinerimei (1888), redactor și cronicar dramatic la publicațiile Constituționalul (1890-1900), Generația nouă (1890-1892), Globul (1891-1892), Foaia populară (1898), Conservatorul (1900-1901), Revista ideei (1904), Universul. A mai publicat și în alte ziare și reviste: Fântâna Blanduziei (1888), Adevărul (1889), Telegraful român (1891), Biblioteca familiei (1893-1894), Ecoul (1895), Adevărul ilustrat (1896), Universul literar etc., semnând Aurel Alecsandrescul, Alecsandrescul din Dorna, A. din Dorna, Dorna sau Aldor, Anrod, Delador, Aurel Dareș, Aurel Doral.
Aurel Alexandrescu-Dorna a publicat articole cu caracter literar și cronici teatrale (adunate ulterior în volumele Studiu critic asupra poeziei între anii 1670-1889, Idealismul în secolul al XIX-lea, Începuturile teatrului românesc și Gazetă și gazetărie), care sunt scrise într-un stil retoric și simplist, fiind lipsite de originalitate și spirit critic. De asemenea, a scris versuri, povestiri, piese de teatru comice (Prietenie, După nuntă, Lumea nouă, Dragoste, Băi de mare, Cinstiți) și însemnări de călătorie (Popasuri. Locuri de demult). Romanul Amantă (1897) descrie superficial moravuri și năravuri sociale, fără a avea vreo valoare literară. Încercările sale literare sunt caracterizate printr-un stil jurnalistic destul de vioi, aplecat spre comedie.
A realizat mai multe traduceri din literatura franceză și italiană, probabil ca urmare a unor comenzi editoriale. Astfel, a tradus în limba română piese de teatru („Tatăl nostru” de François Coppée, „Făclia sub obroc” de Gabriele d’Annunzio, „Bolnavul închipuit”, „Vicleniile lui Scapin” și „Școala bărbaților” de Molière, „Revizorul” de Nikolai Gogol etc.), poemele și nuvele ale lui Gabriele d’Annunzio, scrierile ale lui Lev Tolstoi („Dezmeticiți-vă!”, „Memoriile mele”), Edmondo De Amicis, Chateaubriand („Ultimul Abenceraj”), Honoré de Balzac (Femeia la treizeci de ani) etc. Traducerile sale au fost criticate în epocă pe motiv că ar conține numeroase greșeli gramaticale și exprimări barbare.

## Scrieri
- Studiu critic asupra poeziei între anii 1670-1889, București, 1889;
- Idealismul în secolul al XIX-lea, București, 1889;
- Prietenie, București, 1890;
- După nuntă, București, 1890;
- Lumea nouă, București, 1892;
- Două comedii, București, 1893;
- Începuturile teatrului românesc, București, 1896;
- Amantă, București, 1897;
- Femeile poeților, București, 1897;
- Presa și propagarea crimei, București, 1899;
- Gazetă și gazetărie, București, 1907;
- Popasuri. Locuri de demult, București, 1914.

## Traduceri
- Catulle Mendès: „În galop”, 1889;
- Victor Hugo: „Primul sărut”, 1889;
- François Coppée: „Tatăl nostru”, București, 1892;
- Armand Silvestre: „Sapho”, București, 1893;
- J.H. Rosny: „O dragoste acum 20.000 de ani”, 1898;
- Gabriele D’Annunzio, „Poeme”, București, 1904; „Făclia sub obroc”, București, 1906; „Martirul”, București, 1910; „Cartea fecioarelor”, București, 1911;
- Lev Tolstoi: „Dezmeticiți-vă!”, București, 1904; „Memoriile mele”, București, 1911;
- Edmondo De Amicis: „Cuvântări pentru copii”, București, 1908;
- Renato Simoni, „Văduva”, București, 1909;
- Nikolai Gogol, „Revizorul”, București, 1909;
- Chateaubriand, „Ultimul Abenceraj”, București, 1909;
- Molière, „Vicleniile lui Scapin”, București; „Școala bărbaților”, București;
- Honoré de Balzac, Femeia la treizeci de ani, București, 1914.